# Charlotte Darodes
Charlotte Darodes, née le 2 août 1992, est une joueuse de pétanque française. 

## Biographie
Elle est droitière et joue à tous les postes (Point, milieu et tir). Elle est ostréicultrice ; son père James Darodes et son frère Jérémy sont aussi de très bons joueurs de pétanque. Elle vit en Gironde et est en couple avec Richard Feltain, également joueur de pétanque avec qui elle a remporté des championnats de France en doublette mixte.

## Clubs
- ? - 2016 : Royan Pétanque (Charente Maritime)
- 2017 - 2019 : Oléron Pétanque Élite (Charente Maritime)
- 2020 -  : Canuts de Lyon (Rhône)

## Palmarès[2],[3],[4],[5]

### Séniors

#### Championnats du Monde
Championne du Monde
- Triplette 2017 (avec Anna Maillard, Angélique Colombet et Caroline Bourriaud) :  Équipe de France
- Tête à Tête 2019

Finaliste
- Triplette 2021 (avec Cindy Peyrot, Emma Picard et Anna Maillard) :  Équipe de France[6]

Troisième
- Doublette 2019 (avec Angélique Colombet) :  Équipe de France

#### Championnats d'Europe
Championne d'Europe
- Triplette 2018 (avec Anna Maillard, Daisy Frigara et Angélique Colombet) :  Équipe de France
- Tir de précision 2018

#### Championnats de France
Championne de France
- Doublette mixte 2016 (avec Richard Feltain) : Royan Pétanque
- Triplette 2021 (avec Ludivine d'Isidoro et Mouna Beji) : Canuts de Lyon[7]
- Triplette 2022 (avec Ludivine d'Isidoro et Mouna Beji) : Canuts de Lyon

Finaliste
- Triplette 2019 (avec Sandrine Poinsot et Audrey Viaules) : Oléron Pétanque Élite

#### Coupe de France des clubs
Finaliste
- 2019 (avec (Damien Hureau, Audrey Viaules, Philippe Quintais, Jérémy Darodes, Richard Feltain, Julien Lamour et Lahatra Randriamanantany) : Oléron pétanque élite

#### Trophée L'équipe
Vainqueur
- Doublette 2019 (avec Cindy Peyrot)

#### Passion Pétanque Française (PPF)
Vainqueur
- Triplette 2022 (avec Mouna Beji et Ludivine d'Isidoro)[8]